# サーガ

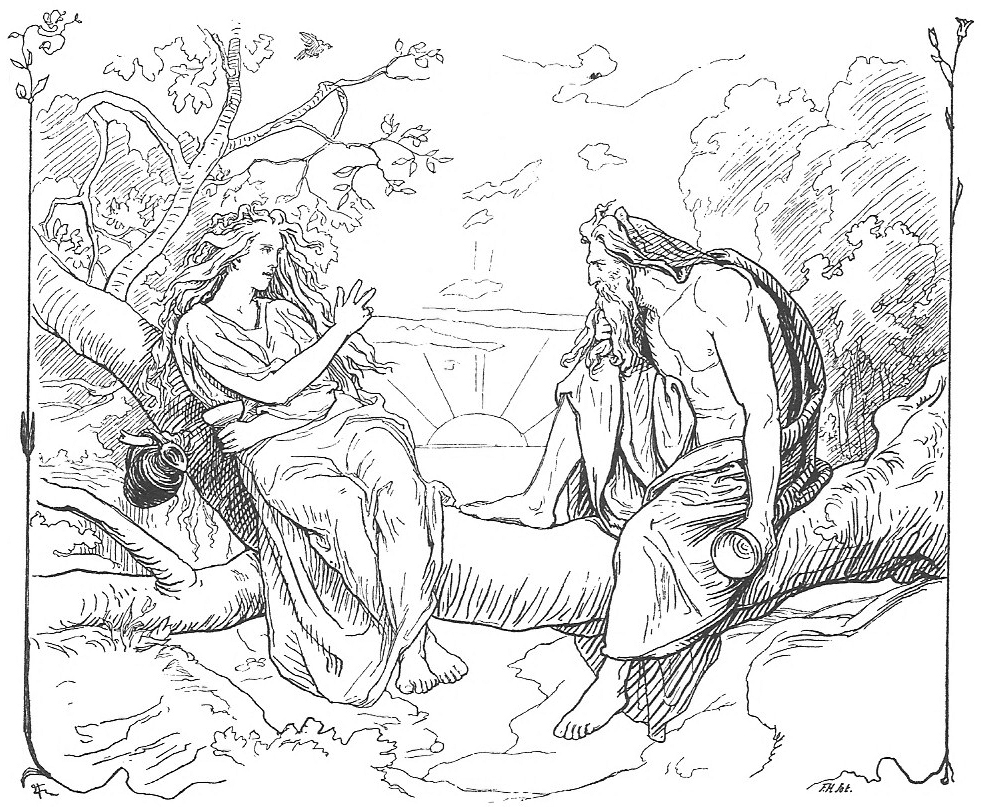
ローランス・フレーリクによって描かれたサーガとオーディン。

サーガ（古ノルド語: Sága。綴りは他にSagaとも）は、北欧神話に登場するアース神族の女神である。フリッグと同一人物ではないかとも考えられているが詳細は不明。その名前は「何かを見る」あるいは「知らせるもの」を意味するのではないかといわれている。彼女の存在は『グリームニルの言葉』の中で言及されている。
| Sökkvabekkr heitir inn fjórði, en þar svalar knegu unnir yfir glymja; þar þau Óðinn ok Sága drekka um alla daga glöð ór gullnum kerum. | Sökkvabekk the fourth is named oe’r which the gelid waves resound; Odin and Saga there, joyful each day, from golden beakers quaff. | セックヴァベックは第4の所の名であり その下では 氷のごとき冷たき波が屡立つ オーディンとサーガはそこに在りて 楽しき日々を過ごす 黄金の杯を手に痛飲して |
| Grímnismál 7, Guðni Jónsson's edition                                                                                                  | Grímnismál 7, Thorpe's translation                                                                                                  | 『グリームニルの言葉』第7連 |

セックヴァベック (Sökkvabekkr) とは「沈んだ長椅子の広間」という意味である。
また彼女の名は『スノッリのエッダ』の『ギュルヴィたぶらかし』第35章にも見られ、女神の中ではフリッグに次いで2番目に偉いとされている。
『エッダ 古代北欧歌謡集』によると、サーガは巫女であり、またスカルド詩によく登場するという。